# Lobophora nigrovariegata
Lobophora nigrovariegata är en fjärilsart som beskrevs av Barend J. Lempke 1969. Lobophora nigrovariegata ingår i släktet Lobophora och familjen mätare. Inga underarter finns listade i Catalogue of Life.